# Národní park Slovenský ráj
Národní park Slovenský ráj (slovensky Národný park Slovenský raj) je jedním z devíti národních parků na Slovensku. Národní park se nachází v pohoří Slovenský ráj na východě Slovenska v severní části Slovenského rudohoří.
Národní park Slovenský ráj se rozprostírá na 197,63 km² a ochranné pásmo parku pokrývá 130,11 km²; to je 327,74 km² dohromady. V parku se nachází jedenáct národních přírodních rezervací a osm přírodních památek. Park nabízí 300 km turistických stezek, často opatřených žebříky, řetězy a mosty. Ve Slovenském ráji je okolo 350 jeskyní, ale jen Dobšinská ledová jeskyně, která je od roku 2000 zapsána na seznamu světového kulturního dědictví UNESCO, je otevřena pro veřejnost.

## Vznik parku a historie
První chráněné území ve Slovenském ráji bylo vyhlášeno roku 1890. První chráněnou rostlinou byl v roce 1936 plesnivec alpský.
Název Slovenský raj se poprvé objevil roku 1921 v časopise Krásy Slovenska a nahradil mnoho názvů používaných do té doby. Dne 21. srpna 1964 byla na území Slovenského ráje vyhlášena první chráněná krajinná oblast na Slovensku. Území bylo povýšeno na národní park 18. ledna 1988. V roce 2000 se stala Dobšinská ledová jeskyně součástí seznamu světového kulturního dědictví UNESCO (byla připojena ke skupině chráněných území zapsaných na seznamu souhrnně pod názvem Jeskyně Aggteleckého a Slovenského krasu). Některé části parku jsou od roku 2004 součástí Natury 2000.

## Geografie

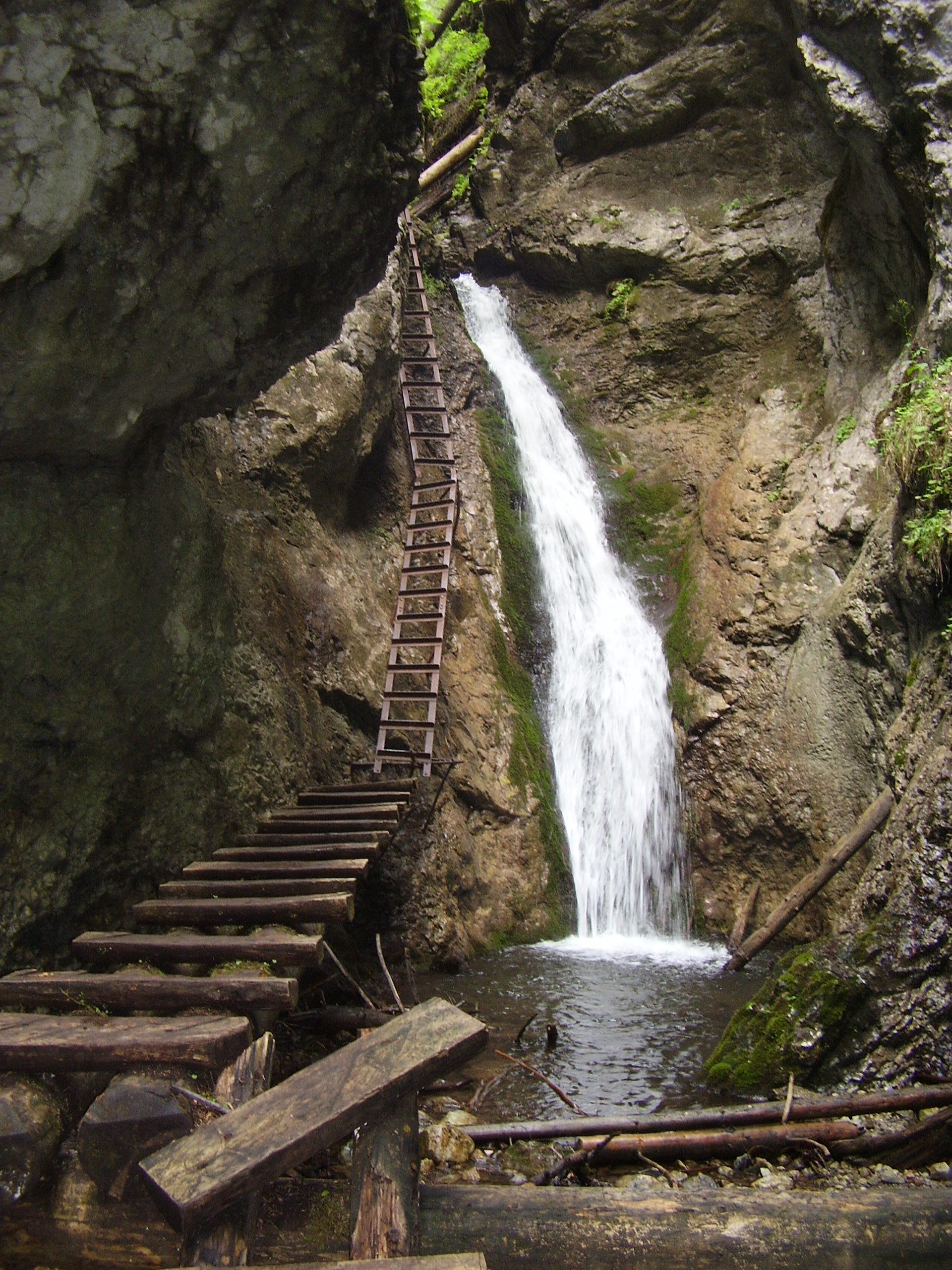
Vodopád v rokli Veľký Sokol

Národní park leží v Banskobystrickém kraji (okres Brezno), Prešovském kraji (okres Poprad) a Košickém kraji (okresy Rožňava a Spišská Nová Ves).
Slovenský ráj tvoří severní část Spišsko-gemerského krasu. Na západě je ohraničen Nízkými Tatrami, na jihu centrálními částmi Slovenského rudohoří Stolickými a Volovskými vrchy a Hornádskou kotlinou na severu a severovýchodě.
Řeky, z nichž nejvýznamnější je Hornád, a potoky zformovaly na území parku mnoho roklí, kaňonů, údolí, jeskyní a vodopádů. Nejznámější rokle jsou Veľký Sokol (nejdelší, 4,5 km), Suchá Belá, Piecky a Kyseľ, v každé z nich je několik vodopádů. Prielom Hornádu je nejdelším kaňonem (11,7 km) a jsou zde k nalezení nejrozmanitější přírodní druhy v celém parku. Nejvyšším vodopádem je Závojový vodopád s výškou 70 m. Největší vodní plochou je Palcmanská Maša, přehrada dokončená roku 1956, má 0,85 km². Není využívána pro plavání, rybaření, ani jiné vodní sporty.
Nejvyšší horou je Predná hoľa se 1545 m n. m. Havrania skala se 1153 m n. m. nabízí panoramatický výhled. Skalnatá římsa, známá jako Tomášovský výhled, je populární jak mezi návštěvníky parku, tak mezi horolezci pro vyhlídku umístěnou 680 m n. m. Nejnižším bodem parku je hladina Hornádu (470 m).

## Biologie a ekologie
Ve Slovenském ráji je nejvyšší koncentrace motýlů na Slovensku s 6,06 motýla na km². Na Kopaneckých loukách je mimořádná biodiversita cévnatých rostlin se 75 druhy na m².
V parku žije okolo 4000 druhů bezobratlých, včetně více než 2100 druhů motýlů, 400 druhů brouků a 150 druhů měkkýšů. Obratlovci jsou zastoupeni 200 druhy, z nichž je 130 chráněných. V parku žije 40 druhů savců včetně medvěda, lišky, vlka, kočky divoké, jelena, prasete divokého a kuny. Národní park je domovem 65 ohrožených druhů, včetně raroha velkého, vydry říční a sysla obecného.
Les pokrývá 90 % rozlohy parku. Nejrozšířenějšími stromy jsou buk, smrk, jedle a borovice. Park je domovem 930 druhů rostlin, z nichž je 35 chráněných. V parku roste také 6 endemických rostlin, které rostou jen ve Slovenském ráji a 19 endemických rostlin, které rostou jen v Západních Karpatech.

## Turistický ruch

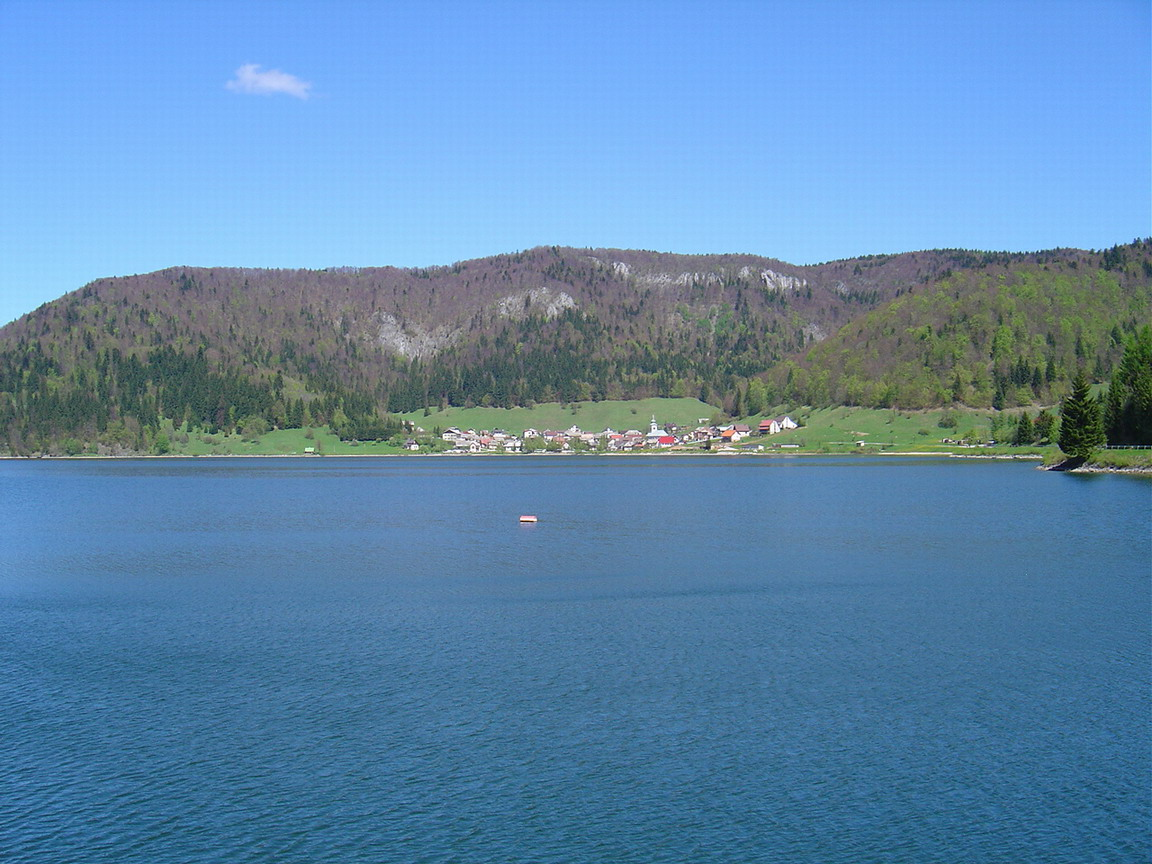
Středisko Dedinky a přehrada Palcmanská Maša

Nejznámější turistická centra a letoviska jsou Čingov a Podlesok na severu, Dedinky na jihu a jediné turistické centrum umístěné přímo v parku, Kláštorisko, s ruinami kartuziánského kláštera. Nejnavštěvovanějšími místy v parku jsou Dobšinská ledová jeskyně a rokle Suchá Belá.
Park nabízí okolo 300 km turistických stezek a několik cyklistických stezek.